# Gustav Adolf Koch

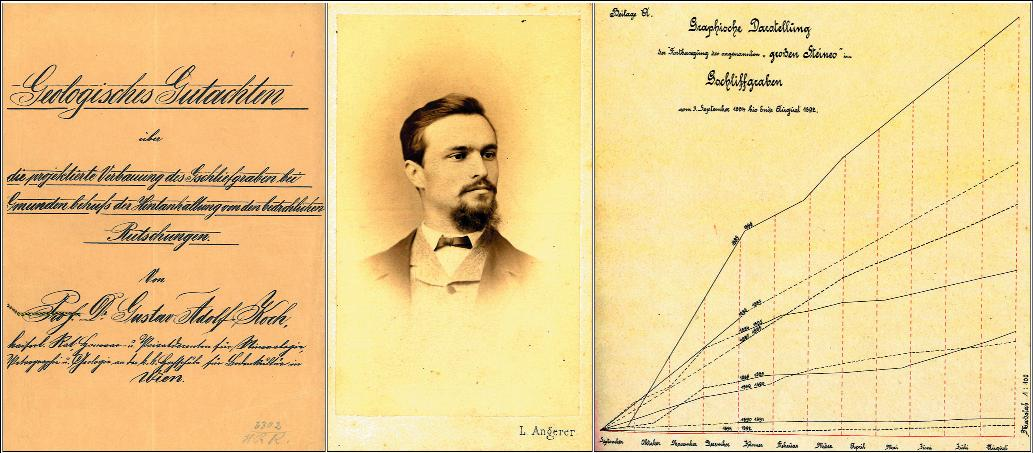
Geologisches Gutachten von Prof. Gustav Adolf Koch über den Gschliefgraben

Gustav Adolf Koch (* 10. Oktober 1846 in Wallern an der Trattnach; † 27. Mai 1921 in Gmunden) war ein österreichischer Geologe.
Gustav Adolf Koch war der Sohn eines Pfarrers und studierte von 1867 bis 1871 an der Universität Wien Mathematik und Physik. Danach unterrichtete er an der Oberrealschule III in Wien. 1873 wurde er promoviert und war bis 1877 Geologe bei der Geologischen Reichsanstalt in Wien. Ab 1877 war er wieder Lehrer und 1881 wurde er Privatdozent für Geologie und Mineralogie an der Hochschule für Bodenkultur in Wien, an der er 1893 außerordentlicher Professor und 1899 ordentlicher Professor wurde. 1907/08 war er Rektor der Hochschule für Bodenkultur. 1908 wurde er Hofrat und 1914 ging er in den Ruhestand.
Er befasste sich besonders mit angewandter Geologie und war als Geologe an der Planung der Streckenführung der Arlbergbahn beteiligt, zum Beispiel beim Arlbergtunnel.  Weitere Themen waren Trinkwasser, Mineral- und Thermalquellen, Bodenschätze (Erdöl, Erdgas, Kohle, Erze, Mineralien).
1888 wurde er Mitglied der Leopoldina. Er war korrespondierendes Mitglied der geologischen Reichsanstalt und im Vorstand der Geographischen Gesellschaft in Wien.